# Ferran Sunyer i Balaguer
Ferran Sunyer i Balaguer (Figueres, 1912 – Barcelona, 27 de dezembro de 1967) foi um matemático espanhol. Em sua memória é concedido o Prêmio Ferran Sunyer i Balaguer.
Ferran Sunyer i Balaguer tinha uma deficiência física severa desde o nascimento, por isso passou a vida inteira em cadeira de rodas. Ele frequentou uma escola porque os médicos acharam que ele não estava à altura das exigências. Em vez disso, foi alfabetizado por sua mãe. Seu interesse pela matemática foi estimulado pelos livros que seu primo trazia da biblioteca da universidade.
Em 1938 enviou dois artigos para Jacques Hadamard, que providenciou a publicação de um desses no Comptes Rendus e também o colocou em contato com Szolem Mandelbrojt. Mais tarde, Sunyer i Balaguer esteve em contato com muitos outros matemáticos conhecidos, como Wacław Sierpiński. No total escreveu mais de 40 artigos matemáticos. Como não podia escrever por causa de sua deficiência, ditou para sua mãe e, após a morte desta, em 1955, para dois primos.
A principal área de trabalho de Sunyer i Balaguer foi a teoria das funções.